# 아리랑 3호
아리랑 3호는 한국 항공우주연구원(KARI)에서 2012년에 발사된 지구관측위성이다. 다목적실용위성 3호 (KOMPSAT-3)라고도 한다.
광학 카메라(AEISS)를 탑재하고 있으며 아리랑 1호와 아리랑 2호보다 뛰어난 70 cm 해상도를 가진다. 한국의 독자개발이라고 보도된 것도 있지만, 광학기기의 개발에서는 EADS 아스트리움의 기술지원을 받았다.

참고로 한국항공우주연구원에 따르면 "고성능 인공위성 전자광학카메라 AEISS는 한국항공우주연구원이 조립과 정렬, 시험 등 탑재체 개발의 전 과정을 독자적으로 수행한 인공위성 탑재체"라고 한다.
개발비용은 2,872억원이 소요되었다.
위성영상 촬영은 한국항공우주연구원에서 관할하고 있다.

## 발사 수송
2009년 1월 12일 미쓰비시 중공업은 한국항공우주연구원(KARI： Korea Aerospace Research Institute)로부터 한국의 다목적 실용위성 3호기(KOMPSAT-3： Korea Multipurpose Satellite-3)의 발사 수송 서비스를 수주했다. 오미야 히데아키 사장이 12일 KARI(당시 원장 이주진)와 한국에서 계약 조인한 것으로, MHI가 해외 고객으로부터 위성 발사를 수주하는 것은 이번이 처음이다.
그러나 전범기업이자 후소샤 교과서를 후원하는 미쓰비시에 용역을 넘긴 것을 두고 반발이 일어났다. 2009년 1월 16일 대구지역 정신대할머니와 함께하는 시민모임은 아소총리방한과 아리랑3호 위성 발사용역 전범기업 미쓰비시 수주 관련한 반민족․반역사적 친일외교 MB정권 규탄 기자회견을 가졌다.
한편 한국우주연구원에서는 발사일을 2012년 5월 18일 발사한다고 공지했고, 마침내 2012년 5월 18일 오전 1시 39분(KST)에 발사되었다.

## 상용화
아리랑 3호 위성영상의 상용판매는 SIIS(에스아이아이에스)가 담당하며 국내 및 전세계에 판매하고 있다. SIIS는 쎄트렉아이의 자회사로 위성영상 전문업체이다. 모회사인 쎄트렉아이는 2000년 KAIST 인공위성연구센터 우리별 개발 연구팀을 중심으로, 최순달 장관이 설립한 우주산업 관련 벤처기업이다.

## 같이 보기
- 아리랑 5호 (지상과 해양 관측) - 야스니 발사장
- 무궁화 6호 (위성방송 송수신 및 산간오지 인터넷 서비스) - 기아나 우주 센터
- 지리 정보 시스템